# 弗里德里希·博伊厄
弗里德里希·博伊厄（德語：Friedrich Boie，1789年6月4日—1870年3月3日），19世紀德国昆蟲學家、两栖爬行动物学家、鳥類學家和律師，生於荷尔斯泰因的梅尔多夫，卒於基尔，曾於1860年獲選為德国利奥波第那科学院院士。他的弟弟海因里希·博伊厄（德語：Heinrich Boie）也是一名動物學家。
博伊厄為多個鳥類属種首次作出了科學描述，包括铜色蜂鸟属（Glaucis）、崖燕属（Progne）、山椒鳥屬（Pericrocotus）、皮哈伞鸟属（Lipaugus）、小鸮属（Athene）、金鹃属（Chrysococcyx）等，並與其弟海因里希一同描述了約50個爬行動物新種。
1842年，英国动物学家格雷为紀念博伊厄兄弟二人在两栖爬行动物学領域所作的貢獻，取二人的姓氏命名了一種產自印度的壁虎，即博伊厄东虎（Cnemaspis boiei）。

## 延伸閱讀
- Boie F. . Isis von Oken. 1822, 10: 545–564  [2024-05-09]. （原始内容存档于2024-05-09）. (in German).

## 外部連結
- 维基共享资源上的相關多媒體資源：弗里德里希·博伊厄
- 維基物種上的相關：弗里德里希·博伊厄
- Möbius K (1870). "Friedrich Boie. † Nekrolog ". Journal für Ornithologie 1 (3): 231–233. (in German). online （页面存档备份，存于）